# Torneo di Wimbledon 1900
Il Torneo di Wimbledon 1900 è stata la ventiquattresima edizione del Torneo di Wimbledon e prima prova stagionale dello Slam per il 1900. Si è giocato sui campi in erba dell'All England Lawn Tennis and Croquet Club di Wimbledon a Londra in Gran Bretagna. Il torneo ha visto vincitore nel singolare maschile il britannico Reginald Doherty che ha sconfitto in finale in 4 set il connazionale Sydney Howard Smith con il punteggio di 6–8 6–3 6–1 6–2. Nel singolare femminile si è imposta la britannica Blanche Bingley Hillyard che ha battuto in finale in 3 set la connazionale Charlotte Cooper. Nel doppio maschile hanno trionfato Reginald Doherty e Laurie Doherty.

## Sommario
Nel torneo di singolare femminile vinse per l'ultima volta il titolo Blanche Bingley Hillyard, battendo nel challenge round la connazionale Charlotte Cooper. La Bingley Hillyard non partecipò mai più al torneo. Fece il suo debutto Dorothea Douglass Chambers vincitrice in totale di 7 titoli in singolare. Per la prima volta una non britannica prende parte al torneo: si tratta della statunitense Marion Jones alla sua prima partecipazione ai Championships.

## Risultati

### Singolare maschile
Reginald Doherty ha battuto in finale  Sydney Howard Smith con il punteggio di 6–8 6–3 6–1 6–2

### Singolare femminile
Blanche Bingley Hillyard ha battuto in finale  Charlotte Cooper con il punteggio di 4–6, 6–4, 6–4

### Doppio maschile
Reginald Doherty /  Laurie Doherty hanno battuto in finale  Herbert Roper Barrett /  Harold Nisbet 9–7, 7–5, 4–6, 3–6, 6–3

### Doppio femminile non ufficiale
Alice Pickering /  Muriel Robb hanno battuto in finale  Blanche Hillyard /  Louisa Martin con il punteggio di 2–6 6–4 6–4

### Doppio misto non ufficiale
Alice Pickering /  Harold Nisbet hanno battuto in finale  Edith Bromfield /  Herbert Roper Barrett 8–6 6–3